# غوشن (فيرمونت)
غوشن (بالإنجليزية: Goshen, Vermont)‏ هي بلدة تقع بولاية فيرمونت في الولايات المتحدة. تبلغ مساحتها 53.9 (كم²)، وترتفع عن سطح البحر 508 م، بلغ عدد سكانها 164 نسمة في عام 2010 حسب إحصاء مكتب تعداد الولايات المتحدة وتصل الكثافة السكانية فيها 3.1 نسمة/كم2.

## وصلات خارجية
- goshenvt.org
- The US50 - Cities and Towns in Vermont State
- Vermont Cities and Towns, Facts, Map, Flag, Colleges, Government, and More